# Ljubečna
Ljubečna (pronuncia [ljuˈbeːtʃna]) è un insediamento (naselje) di 940 abitanti, della municipalità di Celje nella regione della Savinjska in Slovenia.
L'area faceva tradizionalmente parte della regione storica della Stiria, ora invece è inglobata nella regione della Savinjska.
Ogni anno c'è un evento chiamato la Fisarmonica d'Oro (in sloveno Zlata armoniche).
La chiesa del paese è dedicata a dedicata a San Giuseppe Lavoratore, costruita nei primi anni 1970. Il terreno è argilloso, il paese è conosciuto per i mattoni.

## Amministrazione

### Gemellaggi
- Thörl